# Richard Røgeberg
Richard Elias Røgeberg, född 2 september 1927, är en norsk skådespelare.
Røgeberg var engagerad vid Nationaltheatret 1945 samt 1951–1956 och gjorde sammanlagt 22 roller där. Han medverkade även i Arne Skouens Leirplassen på Trøndelag Teater 1950. Han hade biroller i filmerna Heksenetter (1954) och Stompa til sjøs! (1967).

## Filmografi
- 1954 – Heksenetter
- 1967 – Stompa til sjøs!